# 巴拉 (加奧區)
15°48′54″N 0°19′46″E / 15.81500°N 0.32944°E
巴拉（法語：Bara），是馬里的城鎮，位於該國東南部，由加奧區的安松戈省負責管轄，面積1,090平方公里，海拔高度228米，2009年人口12,354，人口密度每平方公里11人。